# Moselkern
Moselkern is een plaats aan de monding van de Elzbach in de Moezel, in de landkreis Cochem-Zell in Rijnland-Palts. Moselkern telt 567 inwoners.

## Cultuur en Bezienswaardigheden

### Bouwwerken
In de onmiddellijke nabijheid van de plaats bevindt zich de burg Eltz. Het raadhuis van Moselkern is het oudste aan de Moezel.
Een duplicaat van het in Moselkern gevonden Merovingerkruis bevindt zich op de voorplaats van de kerk. Het is het tot op heden oudst gevonden christelijke symbool dat ten noorden van de Alpen gevonden is.

## Persoonlijkheden

### Geboren in Moselkern
Paul Gibbert, 26 november 1898 - 30 december 1967 in Moselkern, Duits politicus (Zentrumspartei, CDU)

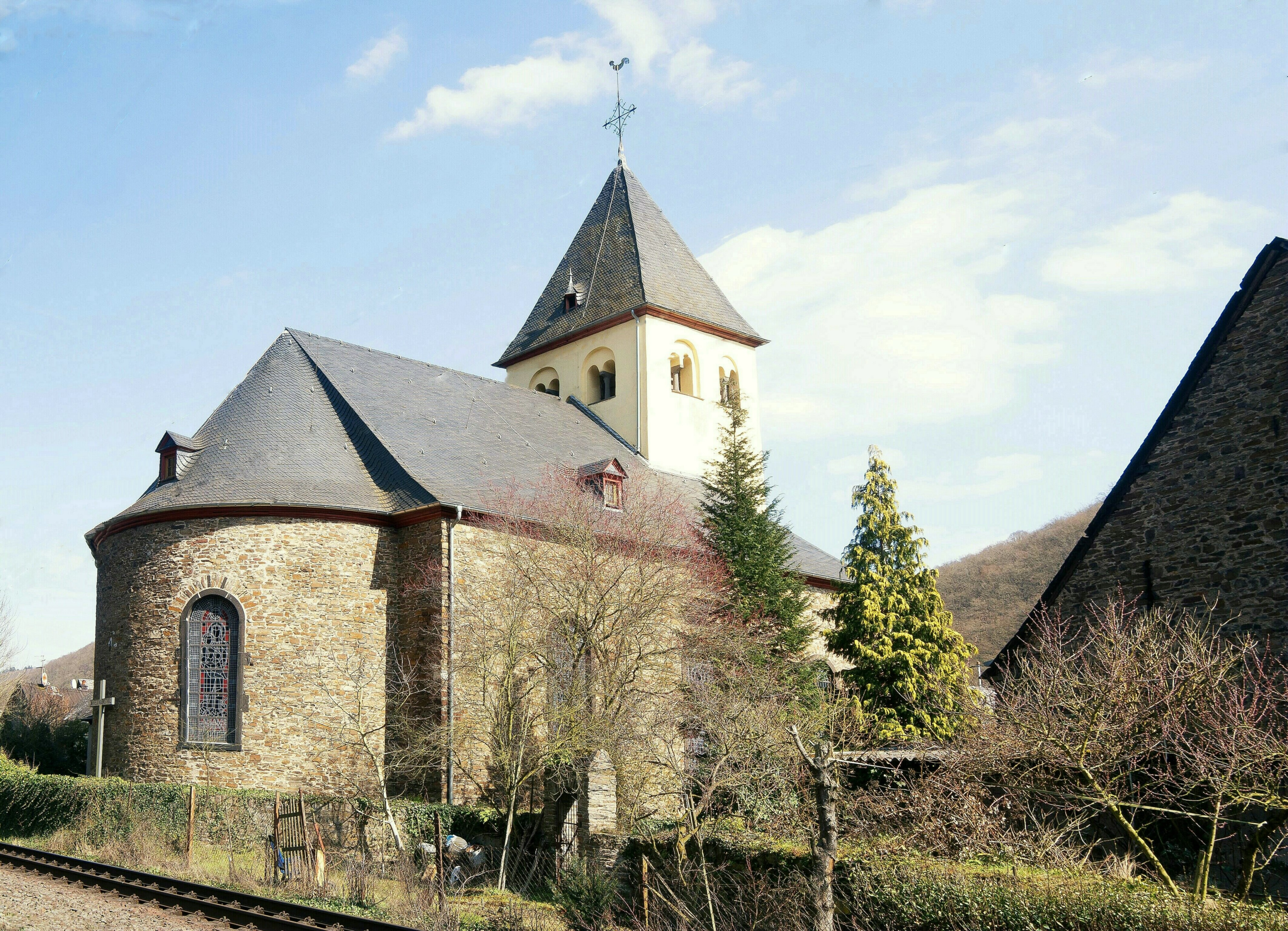
Kerkgebouw

Alf ·
Alflen ·
Altlay ·
Altstrimmig ·
Auderath ·
Bad Bertrich ·
Beilstein ·
Beuren ·
Binningen ·
Blankenrath ·
Brachtendorf ·
Bremm ·
Briedel ·
Brieden ·
Briedern ·
Brohl ·
Bruttig-Fankel ·
Büchel ·
Bullay ·
Cochem ·
Dohr ·
Dünfus ·
Düngenheim ·
Ediger-Eller ·
Ellenz-Poltersdorf ·
Eppenberg ·
Ernst ·
Eulgem ·
Faid ·
Filz ·
Forst (Eifel) ·
Forst (Hunsrück) ·
Gamlen ·
Gevenich ·
Gillenbeuren ·
Greimersburg ·
Grenderich ·
Hambuch ·
Haserich ·
Hauroth ·
Hesweiler ·
Illerich ·
Kaifenheim ·
Kail ·
Kaisersesch ·
Kalenborn ·
Kliding ·
Klotten ·
Landkern ·
Laubach ·
Leienkaul ·
Lieg ·
Liesenich ·
Lütz ·
Lutzerath ·
Masburg ·
Mesenich ·
Mittelstrimmig ·
Möntenich ·
Moritzheim ·
Moselkern ·
Müden (Rijnland-Palts) ·
Müllenbach ·
Neef ·
Nehren ·
Panzweiler ·
Peterswald-Löffelscheid ·
Pommern ·
Pünderich ·
Reidenhausen ·
Roes ·
Sankt Aldegund ·
Schauren ·
Schmitt ·
Senheim ·
Sosberg ·
Tellig ·
Treis-Karden ·
Ulmen ·
Urmersbach ·
Urschmitt ·
Valwig ·
Wagenhausen ·
Walhausen ·
Weiler ·
Wirfus ·
Wollmerath ·
Zell ·
Zettingen